# Marble Canyon
Marble Canyon är en kanjon i Kanada.   Den ligger i provinsen British Columbia, i den södra delen av landet, 3 400 km väster om huvudstaden Ottawa. Marble Canyon ligger 934 meter över havet. Den ligger vid sjön Turquoise Lake.
Terrängen runt Marble Canyon är kuperad åt nordost, men åt sydväst är den bergig. Marble Canyon ligger nere i en dal. Trakten runt Marble Canyon är nära nog obefolkad, med mindre än två invånare per kvadratkilometer.. Det finns inga samhällen i närheten.
I omgivningarna runt Marble Canyon växer i huvudsak barrskog.